# Decembrie
ianuarie • februarie • martie  • aprilie  • mai  • iunie  • iulie  • august  • septembrie  • octombrie  • noiembrie  • decembrie

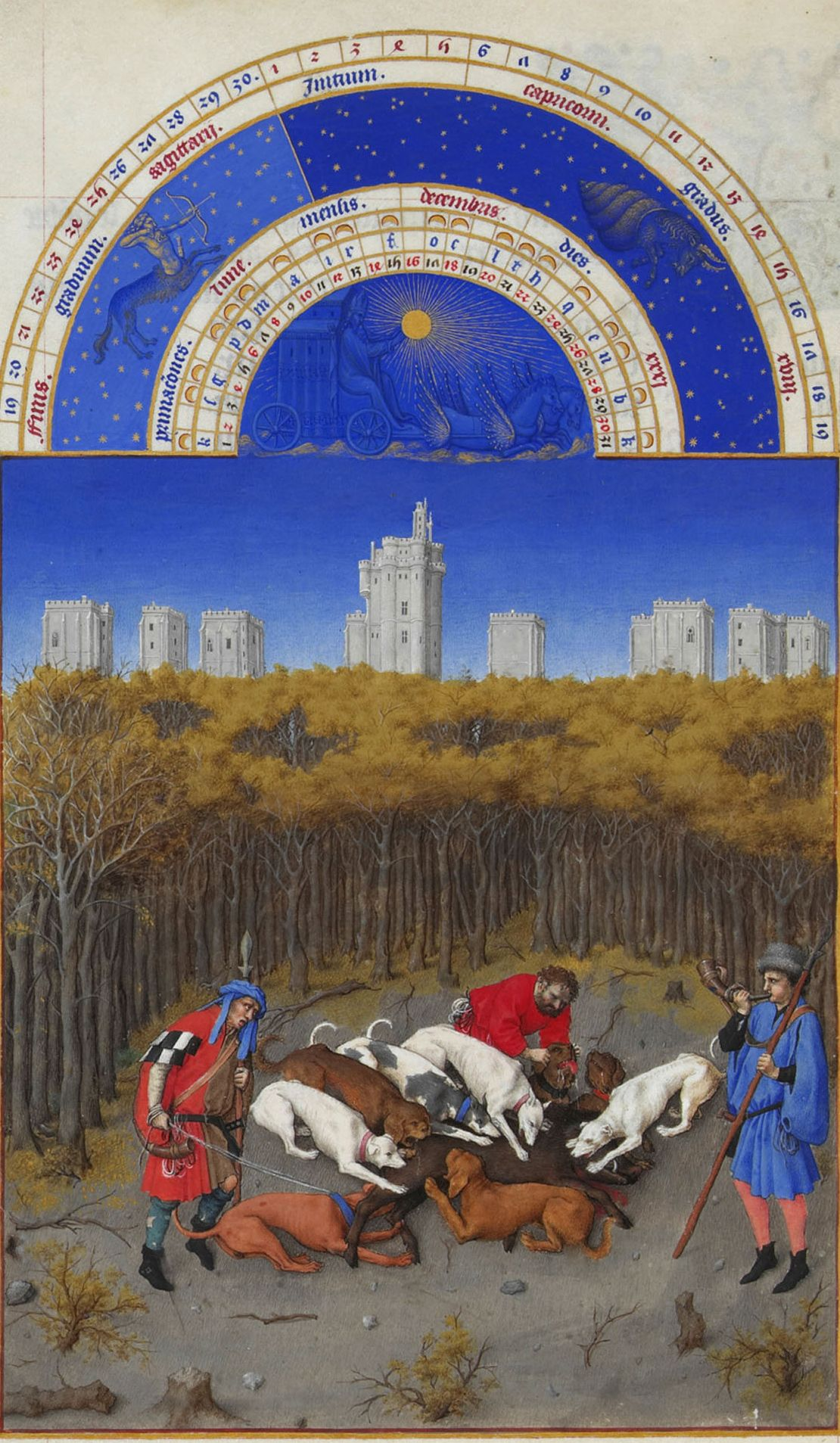
Decembrie - Les Très Riches Heures du duc de Berry

Decembrie este a 12-a lună a anului în calendarul Gregorian și una dintre cele șapte luni gregoriene cu o durată de 31 de zile.
Decembrie începe (astrologic) cu soarele în semnul Săgetătorului și sfârșește în semnul Capricornului. Din punct de vedere astronomic, luna decembrie începe cu soarele în constelația Ophiuchus și se sfârșește cu soarele în constelația Săgetător.
Numele lunii decembrie (latină: Decembris) vine de la cuvântul latinesc decem, zece, pentru că luna decembrie era a zecea lună în calendarul roman. 
Grecii numeau luna decembrie Poseidon. În România, luna decembrie, popular, se numește Undrea. Denumirea de Undrea sau Andrea vine de la faptul că încă se păstrează amintirea Sfântului Andrei, sărbătorit pe 30 noiembrie.

Decembrie începe în aceeași zi a săptămânii ca și Septembrie.
- Decembre Arhivat în 26 aprilie 2006, la Wayback Machine., de George Bacovia
- Noaptea de decembrie, de Alexandru Macedonski